# Craton (peintre)
Pour les articles homonymes, voir Craton (homonymie).
Craton est un peintre grec du VIIe siècle av. J.-C., originaire de Sicyone. D'après Athénagore, il inventa la peinture monochrome, la graphie ou le dessin ombré par des hachures, et ajouta, le premier, des ombres aux profils.

## Source
- Nouveau Larousse illustré, dir. Claude Augé, tome 3, 1897, p. 380